# Noel Turner
Noel Turner (ur. 9 grudnia 1974 w Sliemie) – maltański piłkarz  grający na pozycji pomocnika. W swojej karierze rozegrał 63 mecze w reprezentacji Malty i strzelił w nich 2 gole.

## Kariera klubowa
Całą swoją karierę piłkarską Turner spędził w klubie Sliema Wanderers. W sezonie 1991/1992 zadebiutował w jego barwach w maltańskiej Premier League. Swój pierwszy sukces ze Sliemą Wanderers osiągnął w sezonie 1994/1995, gdy wywalczył wicemistrzostwo Malty. W swojej karierze czterokrotnie zostawał mistrzem Malty w sezonach 1995/1996, 2002/2003, 2003/2004 i 2004/2005, a także jeszcze trzykrotnie wicemistrzem 1999/2000, 2000/2001 i 2005/2006. Trzy razy w swojej karierze zdobywał ze Sliemą Puchar Malty w latach 2000, 2004 i 2009. Karierę sportową zakończył po sezonie 2010/2011. W barwach Sliemy rozegrał 344 mecze, w których strzelił 50 goli.
| Sezon   | Klub             | Kraj  | Rozgrywki      | Mecze | Bramki |
| ------- | ---------------- | ----- | -------------- | ----- | ------ |
| 1991/92 | Sliema Wanderers | Malta | Premier League | 1     | 0      |
| 1992/93 | Sliema Wanderers | Malta | Premier League | 6     | 0      |
| 1993/94 | Sliema Wanderers | Malta | Premier League | 14    | 1      |
| 1994/95 | Sliema Wanderers | Malta | Premier League | 15    | 2      |
| 1995/96 | Sliema Wanderers | Malta | Premier League | 18    | 4      |
| 1996/97 | Sliema Wanderers | Malta | Premier League | 23    | 3      |
| 1997/98 | Sliema Wanderers | Malta | Premier League | 24    | 10     |
| 1998/99 | Sliema Wanderers | Malta | Premier League | 23    | 5      |
| 1999/00 | Sliema Wanderers | Malta | Premier League | 13    | 2      |
| 2000/01 | Sliema Wanderers | Malta | Premier League | 22    | 4      |
| 2001/02 | Sliema Wanderers | Malta | Premier League | 15    | 3      |
| 2002/03 | Sliema Wanderers | Malta | Premier League | 25    | 7      |
| 2003/04 | Sliema Wanderers | Malta | Premier League | 25    | 4      |
| 2004/05 | Sliema Wanderers | Malta | Premier League | 27    | 1      |
| 2005/06 | Sliema Wanderers | Malta | Premier League | 22    | 1      |
| 2006/07 | Sliema Wanderers | Malta | Premier League | 13    | 0      |
| 2007/08 | Sliema Wanderers | Malta | Premier League | 14    | 1      |
| 2008/09 | Sliema Wanderers | Malta | Premier League | 19    | 1      |
| 2009/10 | Sliema Wanderers | Malta | Premier League | 16    | 0      |
| 2010/11 | Sliema Wanderers | Malta | Premier League | 9     | 0      |

## Kariera reprezentacyjna
W reprezentacji Malty Turner zadebiutował 9 lutego 1996 roku w zremisowanym 0:0 towarzyskim meczu ze Słowenią, rozegranym w Ta’ Qali. W swojej karierze grał w: eliminacjach do MŚ 1998, Euro 2000, MŚ 2002 i Euro 2004. Od 1996 do 2004 roku rozegrał w kadrze narodowej 63 mecze i strzelił w nich 2 gole.